# Black Mirror (Fernsehserie)
Black Mirror ist eine britische Science-Fiction-Serie von Charlie Brooker, die verschiedenartige Auswirkungen der Verwendung von Technik und Medien auf die Gesellschaft thematisiert. Die Handlung der jeweiligen Folgen ist in sich abgeschlossen und erzählt eigenständige Geschichten, weswegen die Serie den Anthologie-Serien zugerechnet wird. In einigen Folgen finden sich allerdings Bezüge und Hinweise auf Ereignisse oder Objekte anderer Folgen.
Die vierte Staffel wurde am 29. Dezember 2017 weltweit bei Netflix per Streaming zur Verfügung gestellt. Am 5. März 2018 wurde der Produktionsauftrag für die fünfte Staffel bekannt gegeben. Zwischen der vierten und fünften Staffel der Serie wurde am 28. Dezember 2018 der interaktive Film Black Mirror: Bandersnatch veröffentlicht. Die fünfte Staffel wurde am 5. Juni 2019 veröffentlicht. Eine sechste Staffel wurde 2022 bestätigt und am 15. Juni 2023 veröffentlicht. Eine siebte Staffel wurde am 10. April 2025 veröffentlicht.

## Konzept
Hinsichtlich des Inhaltes und der Struktur der Serie bemerkte Produzent Charlie Brooker, dass „jede Episode eine unterschiedliche Besetzung, einen unterschiedlichen Schauplatz, gar eine unterschiedliche Realität“ besitze. Sie handelten aber alle von „der Art, wie wir alle leben und wir innerhalb von 10 Minuten leben könnten, wenn wir ungeschickt wären“.
In einer Endemol-Pressemitteilung wurde die Serie als „Hybrid von Twilight Zone und Die unglaublichen Geschichten von Roald Dahl“ beschrieben. Der Sender Channel 4 selbst beschreibt die erste Episode als eine „wendungsreiche Parabel auf das Twitter-Zeitalter“.

## Titel
Charlie Brooker erklärte der Zeitung The Guardian den Titel folgendermaßen: „Wenn Technik eine Droge ist – und sie fühlt sich wie eine Droge an – was genau sind dann die Nebenwirkungen? Dieser Bereich – zwischen Vergnügen und Unbehagen – ist der Schauplatz meiner neuen Dramaserie Black Mirror. Der ‚schwarze Spiegel‘ im Titel ist der, den man an jeder Wand, auf jedem Tisch, in jeder Handfläche findet: der kalte, glänzende Bildschirm eines Fernsehers, eines Computers, eines Smartphones.“

## Episodenliste
| Staffel | Episodenanzahl | Erstveröffentlichung UK | Erstveröffentlichung UK | Deutschsprachige Erstveröffentlichung | Deutschsprachige Erstveröffentlichung |
| Staffel | Episodenanzahl | Staffelpremiere         | Staffelfinale           | Staffelpremiere                       | Staffelfinale                         |
| ------- | -------------- | ----------------------- | ----------------------- | ------------------------------------- | ------------------------------------- |
| 1       | 3              | 4. Dezember 2011        | 18. Dezember 2011       | 11. Dezember 2013                     | 25. Dezember 2013                     |
| 2       | 3              | 11. Februar 2013        | 25. Februar 2013        | 13. August 2014                       | 27. August 2014                       |
| Special | Special        | 16. Dezember 2014       | 16. Dezember 2014       | 24. November 2015                     | 24. November 2015                     |
| 3       | 6              | 21. Oktober 2016        | 21. Oktober 2016        | 21. Oktober 2016                      | 21. Oktober 2016                      |
| 4       | 6              | 29. Dezember 2017       | 29. Dezember 2017       | 29. Dezember 2017                     | 29. Dezember 2017                     |
| Film    | Film           | 28. Dezember 2018       | 28. Dezember 2018       | 28. Dezember 2018                     | 28. Dezember 2018                     |
| 5       | 3              | 5. Juni 2019            | 5. Juni 2019            | 5. Juni 2019                          | 5. Juni 2019                          |
| 6       | 5              | 15. Juni 2023           | 15. Juni 2023           | 15. Juni 2023                         | 15. Juni 2023                         |
| 7       | 6              | 10. April 2025          | 10. April 2025          | 10. April 2025                        | 10. April 2025                        |

## Produktion
Die erste Staffel wurde ab dem 4. Dezember 2011 vom britischen Sender Channel 4 ausgestrahlt. Am 27. Februar 2012 wurde die erste Staffel in Großbritannien auf DVD veröffentlicht.
Am 12. Juli 2012 wurde die zweite Staffel angekündigt, die vom 11. bis zum 25. Februar 2013 ausgestrahlt wurde. Wie auch die erste Staffel besteht die zweite Staffel aus drei Folgen. Im Februar 2013 wurde bekannt, dass Robert Downey Jr. sich die Filmrechte der Episode The Entire History of You sicherte. Der Film soll von Warner Bros. und Downeys eigener Produktionsfirma Team Downey produziert werden.
Ende September 2015 gab der US-Streamingdienst Netflix bekannt, dass er eine dritte Staffel von Black Mirror mit insgesamt zwölf Episoden bestellt hat und produziert; Charlie Brooker und Annabel Jones sind erneut als Showrunner an Bord. Die zunächst als 12-teilig geplante dritte Staffel wurde während der Produktion in Staffel drei und vier aufgeteilt. Am 21. Oktober 2016 wurde die dritte Staffel auf Netflix veröffentlicht, die nun sechs Episoden umfasst, wovon die letzte Spielfilmlänge (89 Minuten) besitzt. Am 29. Dezember 2017 wurden die sechs Episoden der vierten Staffel erstveröffentlicht. Am 5. März 2018 wurde von Netflix die Produktion einer fünften Staffel bestätigt. Am 28. Dezember 2018 wurde mit Black Mirror: Bandersnatch ein interaktiver Film der Reihe veröffentlicht. Am 5. Juni 2019 wurden die drei Episoden der fünften und am 15. Juni 2023 die fünf Episoden der sechsten Staffel veröffentlicht. Die siebte Staffel wurde am 10. April 2025 veröffentlicht, wobei die letzte Folge der Staffel erstmals eine Fortsetzung einer älteren Episode darstellt.

## Rezeption

### Kritiken

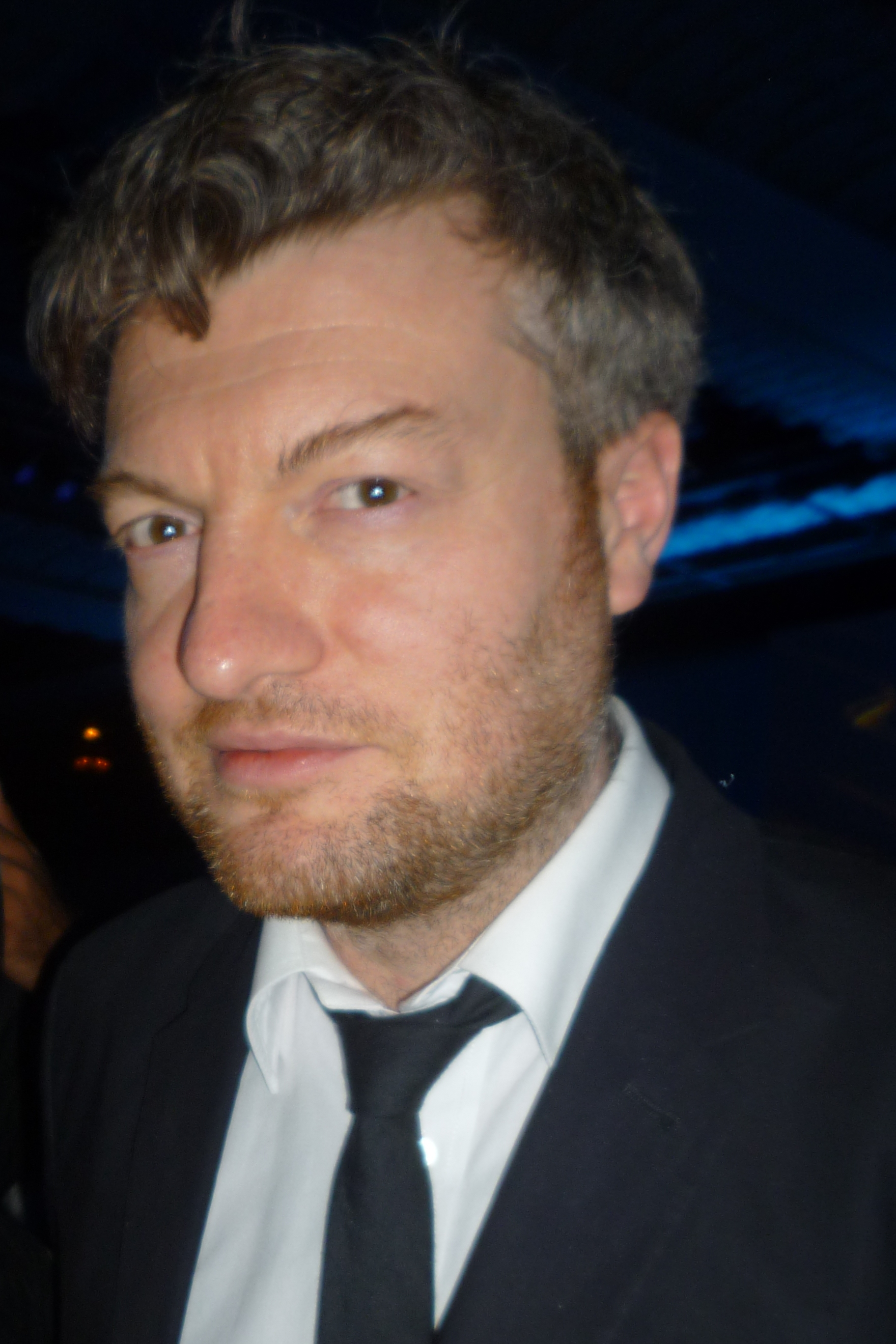
Charlie Brooker (2011)

Die erste Staffel der Serie wurde größtenteils sehr positiv aufgenommen.
In einem Artikel zur ersten Folge für The Guardian kritisierte John Crace zwar die Glaubhaftigkeit der Situation, gab aber an, dass „nichts davon wirklich zählt, da gute Satire eher in dem Vergnügen liegt, das man währenddessen hat, als in der Absurdität des Aufbaus“. Dieses Vergnügen werde durch den Aufbau als geradliniges Drama erzielt, wobei er auch eine spezifische Szene als „brillant“ bezeichnet. Eine Kritik zu der Folge im The Telegraph bewertete diese mit viereinhalb von fünf Sternen und bezeichnete sie als „mutige, schwarzhumorige Studie über die modernen Medien“. Die Idee der Folge sei „ungeheuerlich brillant“. Auch Neela Debnath bewertete The National Anthem für The Independent positiv. So schrieb sie: „Dieses sorgfältig ausgearbeitete und kompakte Drama ist fesselnd.“
Sam Wollaston bezeichnete die zweite Folge 15 Million Merits in seiner Kritik als „deutlich besser als die erste [Folge]“. Die Folge sei „hinterlistiger“ und „schön, auf eine erstickende, einengende Art“. Zudem lobte er die Schauspielleistung von Daniel Kaluuya, der den Hauptcharakter Bing spielt. Wollaston bezeichnete weitergehend alle schauspielerischen Leistungen als gut. The Telegraph bemerkte, dass die Motive der Folge allgemein bekannt gewesen seien, diese jedoch mit „Stil, Intelligenz und Geißelung durch herben Humor“ erforscht wurden. Zudem erkannte Sam Richards eine gewisse Selbstkritik Brookers, da sich Bing am Ende von einem „reizbaren Fernsehkritiker“ in einen Fernsehmoderator wandele. Insgesamt wurde die Folge mit vier von fünf Sternen bewertet. The Independent nannte die Folge eine „großartige Fabel mit zynischem Fazit“. Der Ton sei im Vergleich zur vorherigen Folge „ganz anders“ gewesen, wobei eine „stärkere emotionale Verbindung zu den Charakteren“ bestand. Die Zeitung lobte die Ästhetik der Episode, deren Qualität sei fantastisch und wirke plausibel.
Die letzte Folge der ersten Staffel, The Entire History of You, wurde am kritischsten aufgenommen. Sam Richards gab in einer Kritik für The Telegraph lediglich drei von fünf Sternen, im Gegensatz zu viereinhalb und vier Sternen für die erste beziehungsweise zweite Episode. Dieses Familiendrama biete viele „sozial unbeholfene Momente“, jedoch fehle der „satirische Biss der vorherigen zwei Episoden“. Richards bezeichnete die Folge als die mit der „geringsten Wirkung“, da „das technische Element nicht so entscheidend für den Ausgang der Geschichte“ sei. Trotzdem halte The Entire History of You dem Zuschauer erfolgreich den Spiegel vor. Auch Neela Debnath bezeichnete in einer Kritik für The Independent die Folge als die schwächste der drei. Sie entfalte sich wie eine Episode der Serie EastEnders mit „dauerhaftem Gezeter, Streitereien und Auseinandersetzungen um unerlaubte Affären“. Anstatt mutig zu sein, sei die Folge „einfach unangenehm“ anzusehen. Debnath erkannte in der Sexszene zwischen den Hauptcharakteren Liam und Ffion das „übergreifende Thema der menschlichen Trennung durch Technologie“, und meinte, die Botschaft sei in all der Melodramatik verloren gegangen. Entertainment Weekly wählte die Folge auf Platz 8 ihrer Top 10 der besten Serienfolgen des Jahres 2013.
Auch die darauf folgenden Staffeln 2 bis 4 wurden von der internationalen Kritik sehr positiv aufgenommen. In verschiedenen Ranglisten finden sich insbesondere Episode 1 von Staffel 2 (Wiedergänger – Original: Be Right Back), Episode 4 von Staffel 3 (San Junipero) sowie Episode 1 der 4. Staffel (USS Callister) auf den oberen Plätzen.
Die Kritiken für die Staffeln 5 und 6 fielen dagegen etwas reservierter aus. Zu den drei Folgen der fünften Staffel schreibt Fabian Schmidt bei Spiegel Online, dass sich die Serie „immer weiter von ihren ehemaligen Strukturen“ entferne und es nur noch wenige Themen gebe, „die zum wirklichen Nachdenken anregen“, während man bei der letzten Folge („Rachel, Jack und Ashley Too“) vor allem abschalten wolle. Reto Stauffacher schreibt in der Neuen Zürcher Zeitung, am Ende mache man sich nicht Sorgen um die eigene Zukunft, wie bei früheren Episoden, sondern um die der Serie, und komme zum Schluss, die Serie bräuchte neue Impulse. Zur sechsten Staffel wurde vielfach angemerkt, dass sich die Serie mit Werwolf- oder Dämonengeschichten weiter von dystopischer Science-Fiction entferne, auch wenn die Qualität der einzelnen Folgen gut sei.

### Einschaltquoten
Die erste Folge der ersten Staffel The National Anthem war, laut Guardian, einer der erfolgreichsten Starts des Jahres 2011 für eine Dramaserie auf Channel 4. Die Einschaltquote betrug 1,86 Millionen Zuschauer. Dabei stand sie in Konkurrenz zur Dokumentation Inside Facebook, die zeitgleich auf BBC 2 gesendet wurde und ähnliche Einschaltquoten erhielt. Die Organisation Broadcasters’ Audience Research Board, die für die Einschaltquotenberechnung in Großbritannien verantwortlich ist, gab eine insgesamte Zuschaueranzahl von 2,07 Millionen an und listete die erste Folge damit auf Platz neun innerhalb der dreißig erfolgreichsten Programme des Fernsehsenders in der Woche vom 28. November 2011 bis zum 4. Dezember 2011.
Die zweite Folge der ersten Staffel 15 Million Merits erreichte dagegen mit 1,1 Millionen Zuschauern eine deutlich niedrigere Einschaltquote. Das Broadcasters’ Audience Research Board meldete insgesamt 1,52 Millionen Zuschauer, womit Black Mirror Platz 30 der dreißig meistgesehenen Programme des Senders in der Woche vom 5. Dezember bis zum 11. Dezember erreichte.
Die letzte Episode der ersten Staffel The Entire History of You wurde nach ersten Angaben von 870.000 Zuschauern verfolgt, was einen weiteren deutlichen Rückgang der Zuschauerzahlen über den Verlauf der Staffel markiert.

### Auszeichnungen
Im November 2012 erhielt die Folge The National Anthem den International Emmy in der Kategorie TV Movie/Mini-Series (Fernsehfilm/Miniserie).
Die vierte Episode der dritten Staffel, San Junipero, gewann am 6. Januar 2016 den IGN Award in der Kategorie Best TV Episode (Beste TV-Serien-Folge). Ferner erhielt sie im April 2017 den GLAAD Media Awards in der Kategorie Outstanding Individual Episode (in a series without a regular LGBT character) (Außergewöhnliche Folge einer Serie ohne reguläre LGBT-Charaktere). Im September 2017 gewann San Junipero außerdem zwei Awards bei der Primetime-Emmy-Verleihung 2017 in den Kategorien „Bester Fernsehfilm“ und „Bestes Drehbuch“.
Krokodil, die dritte Episode der vierten Staffel, gewann am 3. September 2018 bei den Seoul International Drama Awards den Excellence Award for Short Drama.
USS Callister, die erste Episode der vierten Staffel, gewann im September 2018 vier Preise bei der Primetime-Emmy-Verleihung 2018 u. a. in den Kategorien Bester Fernsehfilm und Bestes Drehbuch für eine Miniserie, einen Fernsehfilm oder ein Special.

## Trivia
Ein in mehreren Folgen wiederkehrendes Lied, oder „Easter Egg“ in den Worten der Produzenten, ist Irma Thomas’ Anyone Who Knows What Love Is (Will Understand).